# Lakedaimonier
Lakedaimonier oder Lakedämonier (altgriechisch Λακεδαιμόνιοι Lakedaimonioi; lateinisch lacedaemonii) ist ein antikes Synonym für die Spartaner, abgeleitet von deren mythischem Stammvater Lakedaimon, und zugleich die historische Bezeichnung des spartanischen Staates, da personale Selbst- und Fremdbezeichnungen für Gemeinwesen in der Antike üblich waren (bspw. altgriechisch οἳ Ἀθηναῖοι hoi Athēnaíoi, deutsch ‚die Athener‘ für die Polis Athen). 
In beiderlei Bedeutung sind die freien Einwohner des spartanischen Staatsgefüges gemeint, die Spartiaten und Periöken, deren Stammland die peloponnesische Landschaft Lakonien war. Somit schließt dieser Begriff alle Staatsangehörigen ein, während die Vollbürgerschaft nur den Spartiaten zukam. Da die Periöken jedoch beispielsweise zur Heerfolge verpflichtet waren oder eine bedeutende Rolle in der spartanischen Wirtschaft spielten und somit ein wichtiger Bestandteil des Gemeinwesens der Spartaner waren, ist die Bezeichnung Lakedaimonier in politischem Kontext vorzuziehen.
Aristoteles benutzt in seiner Schrift Politik sowohl die Bezeichnung Lakedaimonier als auch Spartaner, während er das spartanische Staatswesen diskutiert. 